# Ruta Provincial 42 (Buenos Aires)
La Ruta Provincial 42 es una carretera parcialmente pavimentada de 194 km de extensión ubicada en el noreste de la Provincia de Buenos Aires, en Argentina.

## Características y recorrido
La ruta recorre 194 km entre las ciudades de General Las Heras y Bragado, aunque en ciertos tramos la traza no está bien definida, como en el caso de Mercedes o entre Rawson y la RP 30.